# Coppa Alberti 1926
La Coppa Cesare Alberti fu un torneo calcistico a cui prendevano parte le squadre di Genova. Un omaggio al giocatore genoano Cesare Alberti. Il torneo fu vinto dalla Sampierdarenese che sconfisse il Genoa.
(Alessandro Carcheri, Quando del lupo l'ululato sentiranno - Storia della Sampierdarenese, Boogaloo Publishing.)

## Fasi
|  | Semifinali      | Semifinali      | Semifinali      |                 |       | Finale          | Finale          | Finale          |  |
|  |                 |                 |                 |                 |       |                 |                 |                 |  |
|  | Sampierdarenese | Sampierdarenese | 6               |                 |       |                 |                 |                 |  |
|  | Sampierdarenese | Sampierdarenese | 6               |                 |       |                 |                 |                 |  |
|  | Sestrese        | Sestrese        | 0               |                 |       |                 |                 |                 |  |
|  | Sestrese        | Sestrese        | 0               |                 | Genoa | Genoa           | 0               |                 |  |
|  |                 |                 |                 |                 | Genoa | Genoa           | 0               |                 |  |
|  |                 |                 | Sampierdarenese | Sampierdarenese | 1     |                 |                 |                 |  |
|  | Genoa           | Genoa           | Sampierdarenese | Sampierdarenese | 1     | 3               |                 |                 |  |
|  | Genoa           | Genoa           |                 |                 |       | 3               |                 |                 |  |
|  | Andrea Doria    | Andrea Doria    | 0               |                 |       | Finale 3º posto | Finale 3º posto | Finale 3º posto |  |
|  | Andrea Doria    | Andrea Doria    | 0               |                 |       |                 |                 |                 |  |
|  |                 |                 |                 |                 |       |                 |                 |                 |  |
|  |                 |                 |                 |                 |       | Andrea Doria    | Andrea Doria    | 4               |  |
|  |                 |                 |                 |                 |       | Andrea Doria    | Andrea Doria    | 4               |  |
|  |                 |                 |                 |                 |       | Sestrese        | Sestrese        | 0               |  |